# سلما ارگچ
سلما ارگچ (تلفظ ترکی استانبولی: [selˈma: eɾˈgetʃ] متولد ۱ نوامبر ۱۹۷۸ در هام، آلمان) و از اهالی ترک‌های آلمان یک مدل، طراح، فیلولوژیست، روانشناس، پزشک، و بازیگر زن ترک است.

## زندگی‌نامه
در شهر هام در آلمان به دنیا آمد. به مدت ۳ سال در دانشگاه وستفالی ویلهلم، مونستر به تحصیل در رشتهٔ پزشکی پرداخت و سپس در دانشگاه فرن‌یونی هاگن در رشته‌های فلسفه و روانشناسی تحصیلات خود را تکمیل کرد. او در سال ۲۰۰۰ میلادی پا به عرصهٔ مدلینگ گذاشت. او بیشتر به خاطر بازی در نقش خدیجه سلطان در سریال حریم سلطان شهرت پیدا کرد. او همچین به زبان‌های آلمانی، ترکی، انگلیسی، فرانسوی و تا حدودی ایتالیایی تسلط دارد.

## فیلم‌شناسی
| فیلم‌ها | فیلم‌ها      | فیلم‌ها             | فیلم‌ها                   |
| سال    | نام فیلم    | نقش                | یادداشت                  |
| ------ | ----------- | ------------------ | ------------------------ |
| ۲۰۲۰   | مست عشق     | همسر مولانا        | به کارگردانی حسن فتحی    |
| ۲۰۱۴   | کریملی      | ماریا              | به کارگردانی بوراک آرلیل |
| ۲۰۱۰   | Ses         | Derya              |                          |
| ۲۰۰۷   | Sis ve gece | Mine               |                          |
| ۲۰۰۶   | Beş vakit   | The teacher        |                          |
| ۲۰۰۶   | The Net 2.0 | Hotel Receptionist |                          |

### مجموعه‌های تلویزیونی
| سال       | نام سریال               | نقش             | قسمت ها          |
| --------- | ----------------------- | --------------- | ---------------- |
| ۲۰۲۱–۲۰۲۳ | دختر پشت پنجره          | سلن کوروغلو     | Recurring role   |
| ۲۰۱۸      | مردگان (سریال اینترنتی) | کارمن           | ۸ قسمت           |
| ۲۰۱۴      | Gönül İşleri            | saadet          | all              |
| ۲۰۱۱      | حریم سلطان              | خدیجه سلطان     | Mainly Role      |
| ۲۰۱۰      | Kalp Ağrısı             | Azize           | 14 Episodes      |
| ۲۰۰۷–۲۰۰۹ | عاصی                    | Defne Kozcuoğlu | 71 Episodes      |
| ۲۰۰۵      | Şöhret                  | Natalie         | Unknown Episodes |
| ۲۰۰۵      | Körfez ateşi            |                 | Mini series      |
| ۲۰۰۵      | Yarım elma              | Ayça            | Mini series      |